# Gonioctena shibatai
Gonioctena shibatai là một loài bọ cánh cứng trong họ Chrysomelidae. Loài này được Takizawa miêu tả khoa học năm 1982.